# 広瀬直子
広瀬 直子（ひろせ なおこ）はライター、翻訳者、カナダトロントの翻訳会社 KAN Communications 経営者。京都府京都市出身。
同志社女子大学英文学科卒業、トロント大学文学修士。同志社大学、同志社女子嘱託講師。

## 著書
- みんなの接客英語（アルク）
- 日本のことを1分間英語で話してみる（Kadokawa/中経出版）
- 1分間英語で京都を案内できる本（Kadokawa/中経出版）
- 35歳からの「英語やり直し」勉強法 （日本実業出版社）
- いちばん使える! 日常英会話フレーズ辞典（西東社）
- CD付 多業種に対応! 受付・案内の英会話 25のシーン別実践応対トレーニング (三修社)
- 書いて伝える接客英語  （Kadokawa)